# Святой целительный источник
«Свято́й цели́тельный исто́чник» (укр. «Святе цілюще джерело») — гидрологический памятник природы местного значения, расположенный на территории Голосеевского района Киевского горсовета (Украина). Создан 15 января 1999 года. Землепользователь — Голосеевский национальный природный парк.

## История
Гидрологический памятник природы местного значения был создан решением Киевского горсовета № 57 от 15 января 1999 года с целью сохранения, охраны и использования в эстетических, воспитательных, природоохранных, научных и оздоровительных целях гидрологического объекта. На территории памятника природы запрещена любая хозяйственная деятельность, в том числе ведущая к повреждению природных комплексов.

## Описание
Памятник природы расположен на территории Голосеевского леса (часть Голосеевского НПП) и занимает Дидоровский источник, что севернее нижнего пруда группы Голосеевские пруды и западнее переулка Хуторской.

## Природа
Источник расположен у подножия покрытого лесом склона южной экспозиции. Является выходом на поверхность водоносного горизонта, которое имеет падение в направлении Дидоровской впадины.
Источник обладает целительными свойствами[прояснить]. Оборудован купальней.